# Club Nàutic Empuriabrava
El Club Nàutic Empuriabrava és un centre recreatiu de Castelló d'Empúries (Alt Empordà). L'edifici és una obra protegida com a Bé Cultural d'Interès Local.

## Descripció
És un edifici emblemàtic d'Empuriabrava, que es va utilitzar com imatge de promoció turística de la urbanització en les promocions a l'estranger. L'edifici va ser pensat com a centre social, esportiu i comercial d'Empuriabrava, es va proposar que fos seu d'un casino de joc. Està format per tres cossos diferenciats que remeten a la forma d'un gran vaixell i per tal de remarcar la semblança de les obertures tenen forma d'ull de bou. El primer cos forma la base de l'edifici on hi ha una gran piscina a la qual s'accedeix des del club social mentre que al voltant se situa la zona comercial; el cos mig és l'espai utilitzat com a centre social, gimnàs esportiu i bar restaurant; el tercer cos és la torre que té una alçada de 40 m des de la qual hi ha una vista panoràmica d'Empuriabrava i la badia de Roses.
L'edifici és d'estructura metàl·lica amb biguetes autoresistents i parets d'obra.